# 罗日杰斯特文斯基修道院
55°45′57″N 37°37′27″E / 55.76583°N 37.62417°E
罗日杰斯特文斯基修道院或圣诞修道院 (俄语：Богородице-Рождественский монастырь)是莫斯科最古老的修女院之一，位于莫斯科林荫环路内, 涅格林纳亚河左岸。罗日杰斯特文斯基大道和罗日杰斯特文卡街均得名于修道院。 
修道院于1386年创建于克里姆林宫内，创建者也许是大胆的弗拉基米尔王子的母亲，罗斯托夫的玛丽亚。皇室亦有几位女士在此出家，包括Olgierd的女儿海伦和瓦西里三世的妻子所罗门尼娅·萨布罗娃。修道院在1484年搬到现址；教堂建于伊凡三世在位的最后几年。这是莫斯科市中心、克里姆林宫宫墙以外最古老的建筑之一。罗拔诺甫-罗斯托夫斯基家族墓可追溯到17世纪70年代。
修道院在1922年关闭，但仍有一些修女继续住在自己的房间。（其中瓦尔瓦拉和维多利亚两人住在这里，直到20世纪70年代末） 当修道院关闭时，受崇敬的圣像被搬到Zvonari圣尼古拉教堂。当后者自行关闭，圣像又转移搬到Pushkari圣谢尔盖教堂，后来到Epiphany 教堂。罗日杰斯特文斯基修道院的宗教仪式已在1992年恢复。

## 参考

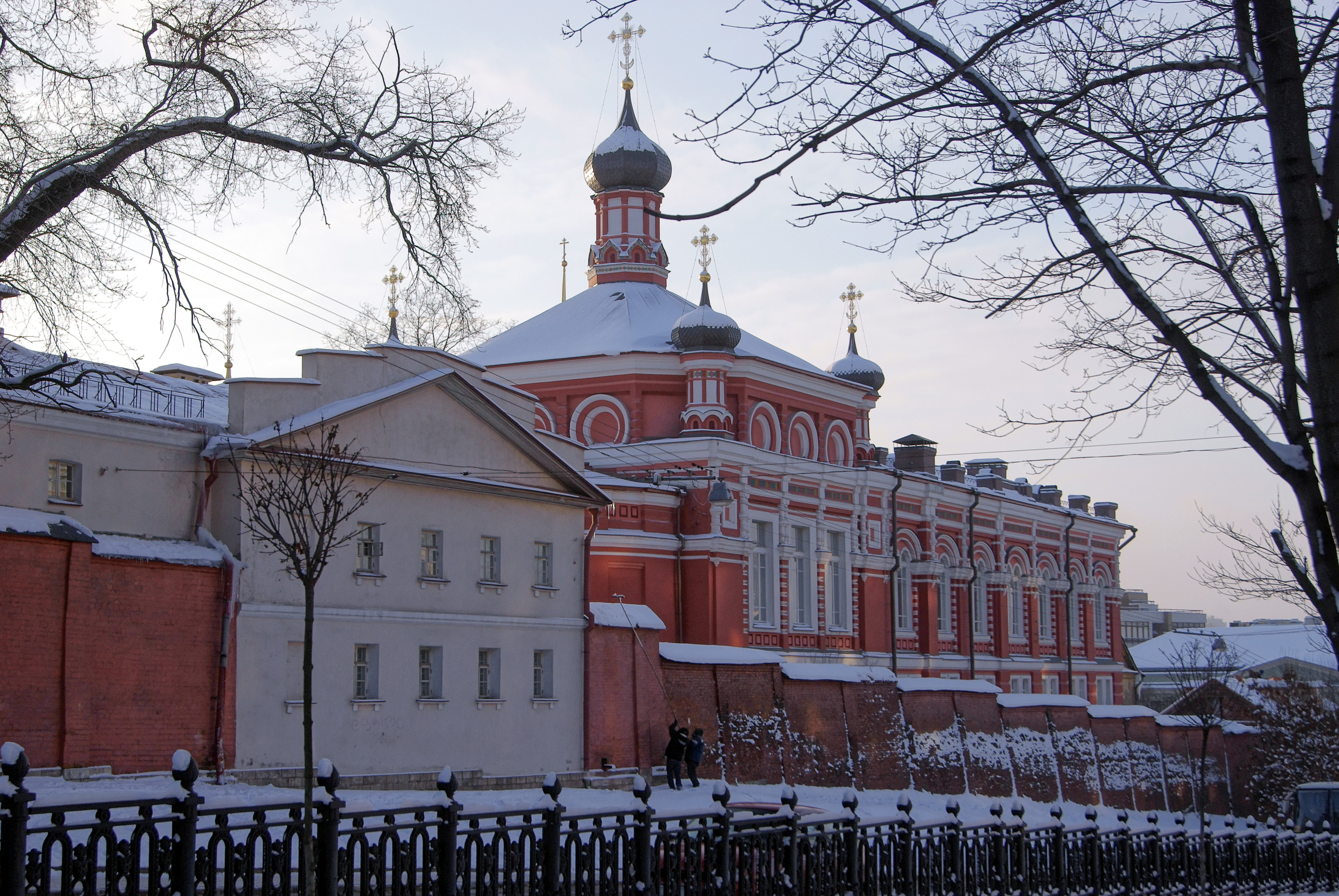
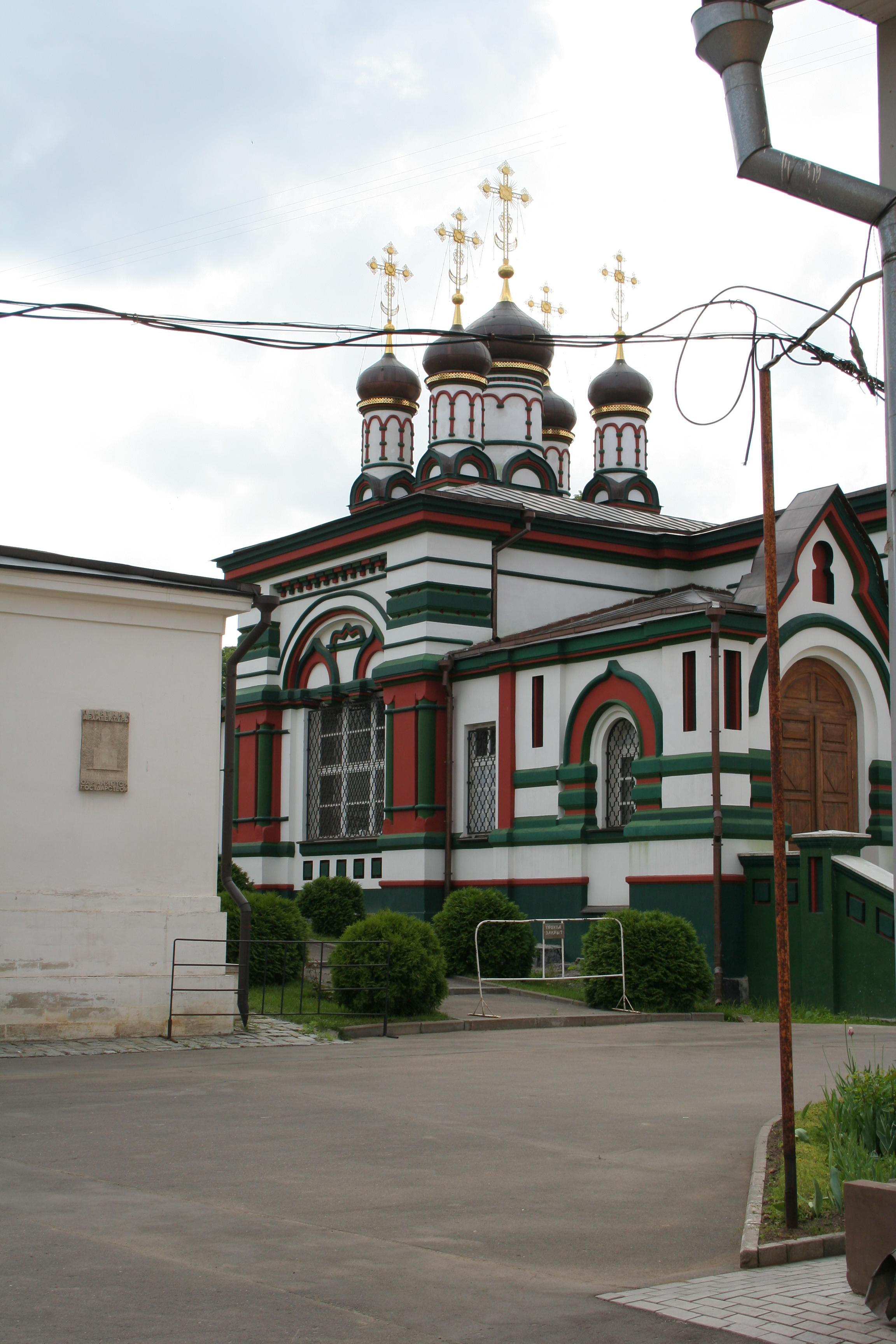
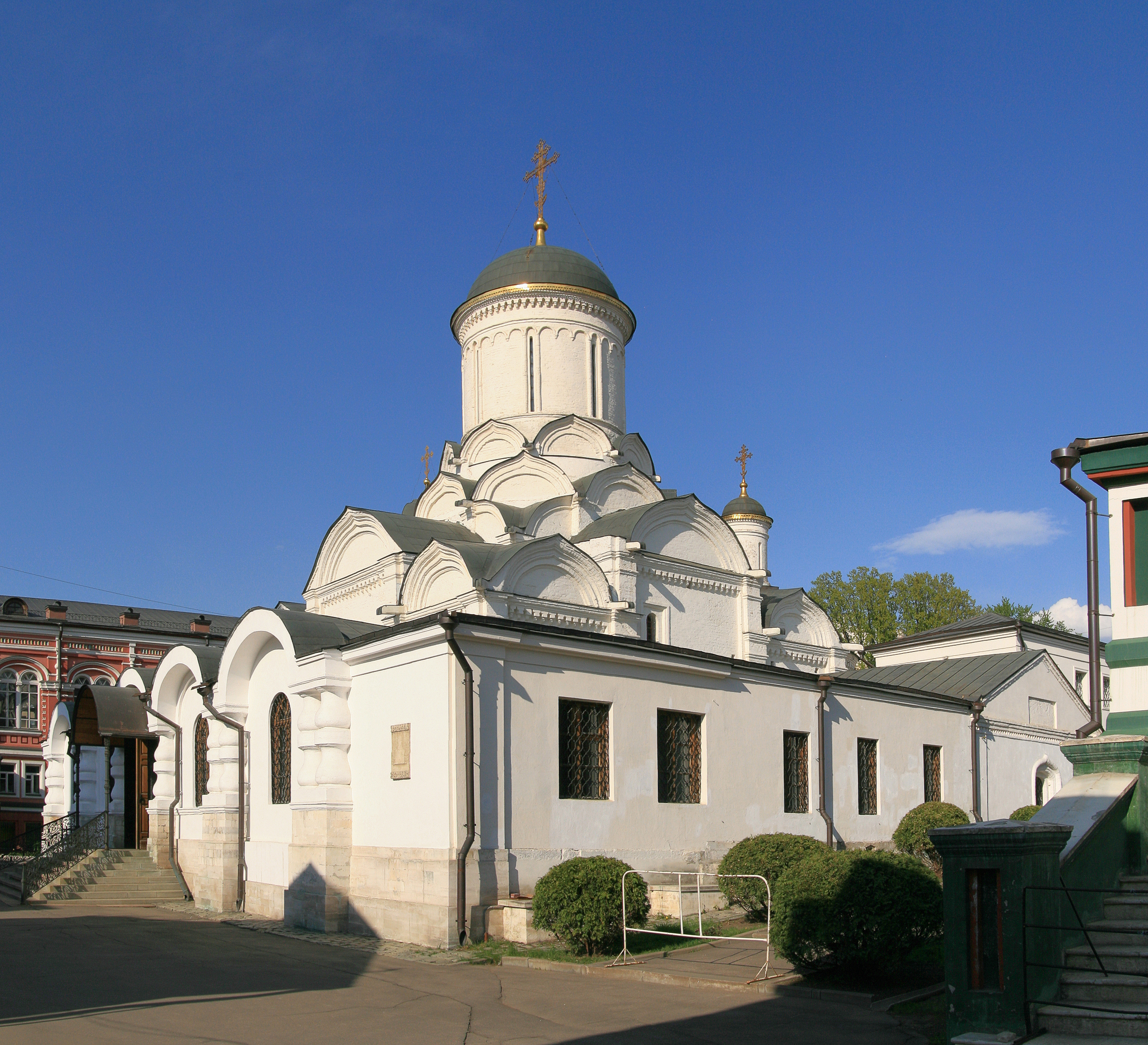
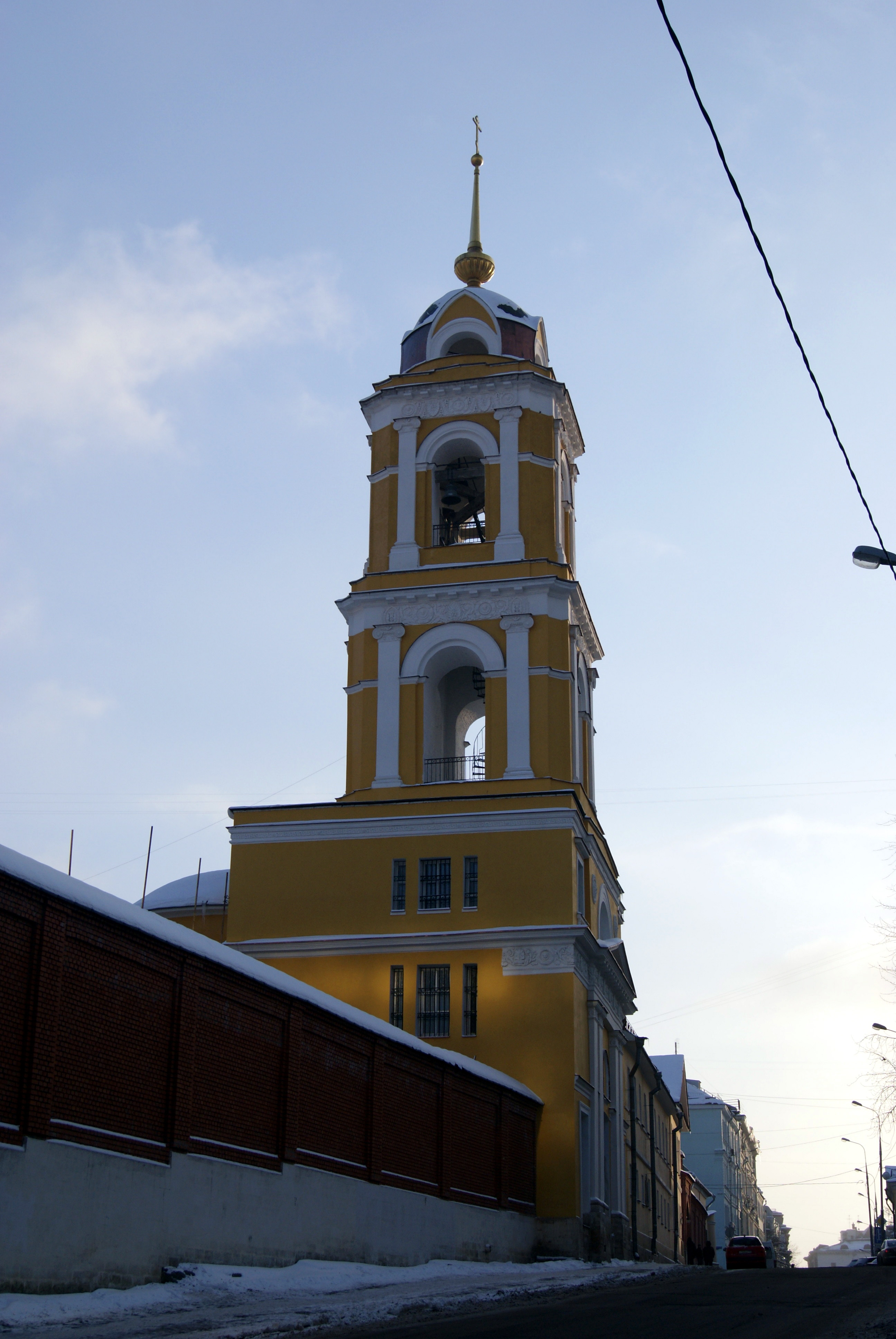
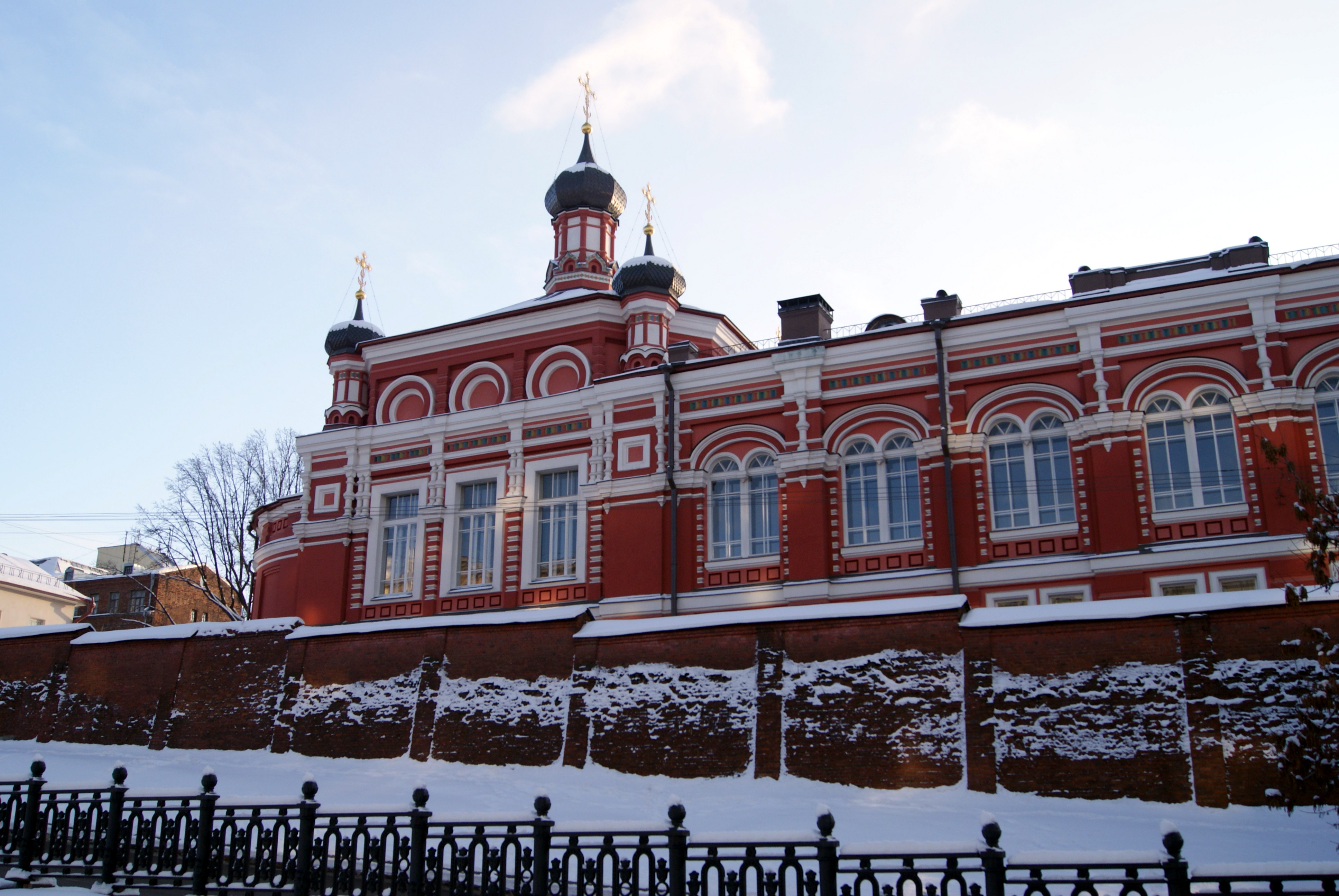